# Francisco II Gattilusio
Francisco II Gattilusio (em latim: Francesco; ca. 1365–26 de outubro de 1404 (39 anos)), nascido Giacomo ou Jacopo Gattilusio, foi o segundo senhor de Lesbos entre 1384 e sua morte. Era o terceiro filho de Francisco I Gattilusio e Maria Paleóloga, uma irmã do imperador bizantino João V Paleólogo.

## Vida
Em 6 de agosto de 1384, um terremoto atingiu Lesbos. Entre os mortos estavam Francisco I e seus dois filhos mais velhos, Andrônico e Domenico. O terceiro, Jacopo, sobreviveu: no dia do terremoto, ele estava dormindo junto com os irmãos numa torre do castelo, mas foi descoberto no dia seguinte num vinhedo na base do castelo. Como único herdeiro sobrevivente, Jacopo tornou-se senhor de Lesbos, com o nome de "Francisco II", ainda criança sob a regência de seu tio Niccolò de Ainos.
A regência durou três anos até que uma discussão entre os dois terminou com Niccolò retornando aos seus próprios domínios. Por recomendação do amigo mútuo dos dois, Demétrio Cidone, Francisco permitiu que Manuel Paleólogo se refugiasse em Lesbos por pelo menos dois meses no verão de 1387 depois que ele fugiu de Tessalônica. Porém, Francisco não permitiu que Manuel residisse dentro das muralhas de Mitilene, provavelmente por causa do tamanho de seu cortejo ou por uma tentativa de não enfurecer o sultão otomano Murade I.
Em novembro de de 1388, Francisco se juntou a uma aliança com os Cavaleiros de Rodes, os genoveses de Quios, Jacques I de Chipre e os genoveses de Gálata contra o sultão. No verão de 1396, quando Pera estava cercada pelos soldados de Bajazeto I, sua galé estava no Chifre de Ouro e seu capitão recebeu um pedido de ajuda dos genoveses de Pera. Logo depois, Francisco ajudou os venezianos num ataque para libertar a cidade. Francisco e seu tio Niccolò também gastaram uma considerável quantia resgatando prisioneiros da Batalha de Nicópolis (1396): do total de 200 000 ducados, os dois se comprometeram com 150 000, uma quantia que os prisioneiros libertados depois se comprometeram em ressarcir.
Este ato e também a localização de Lesbos fizeram com que a ilha fosse frequentemente visitada por importantes personagens vindos da Europa Ocidental: "ali era a última parada em terras latinas no caminho de Constantinopla ou da Ásia", escreveu William Miller. Ruy Gonzáles de Clavijo, o embaixador de Henrique III de Castela na corte de Tamerlão em 1403 foi recebido por Francisco em sua viagem e relata não só ter encontrado João VII Paleólogo, o "jovem imperador", em Lesbos como afirma que João "passou um bom tempo em sua ilha".
Não se conhece o nome da esposa de Francisco e a única pista sobre sua identidade é uma frase de Constantino, o Filósofo, biógrafo de Estêvão Lazarević, que escreveu, por volta de 1431, que a esposa de Estêvão, Helena Gattilusio (filha do casal), era "através de sua mãe, sobrinha do imperador Manuel, a quem os senhores e a linhagem de sua família devem o nome 'Palaiologi'". O nome da tal sobrinha de Manuel permanece um mistério.
Francisco, segundo as fontes, morreu de forma pouco usual: depois de ser mordido por um escorpião, a quantidade de pessoas que correram para ajudá-lo resultou no desabamento do piso de madeira onde estava o imperador e a queda o matou.

## Família
Francisco e sua esposa de nome desconhecido tiveram duas filhas:
- Jacopo Gattilusio, reinou entre 1403/4 e 1428.
- Dorino I Gattilusio, reinou entre 1428 e 1455.
- Palamede Gattilusio, reinou Ainos de 1409 até 1455.
- Irene Gattilusio, casou-se com João VII Paleólogo, mãe de Andrônico V Paleólogo.
- Helena Gattilusio, casou-se em 1405 com Estêvão Lazarević, mas não teve filhos conhecidos.
- Caterina Gattilusio, casou-se com Pedro Grimaldi, barão de Bueil.

De acordo com George T. Dennis, Francisco teve ainda um filho ilegítimo chamado Jorge (Giorgio), destinatário de pelo menos uma carta do imperador bizantino Manuel II Paleólogo.